# Projeto Nova Luz
Projeto Nova Luz é um projeto de renovação urbana, que seria feito por meio de uma concessão urbanística, anunciado pela prefeitura de São Paulo em 2005, pelo então prefeito José Serra (PSDB), e que acabou arquivado em 2013 pelo prefeito Fernando Haddad (PT).
O projeto consistia, basicamente, na revitalização de uma área popularmente conhecida como Cracolândia, que, localizada no centro da cidade, se situa entre as avenidas Duque de Caxias, Ipiranga, Rio Branco, Cásper Líbero e a Rua Mauá, sendo conhecida por ser ponto de tráfico e uso de drogas. Devido ao nome do projeto, muitas pessoas acreditam que a região no escopo do projeto corresponde ao bairro da Luz, quando na realidade corresponde ao bairro Campos Elíseos (bairro de São Paulo).

## Histórico da Região

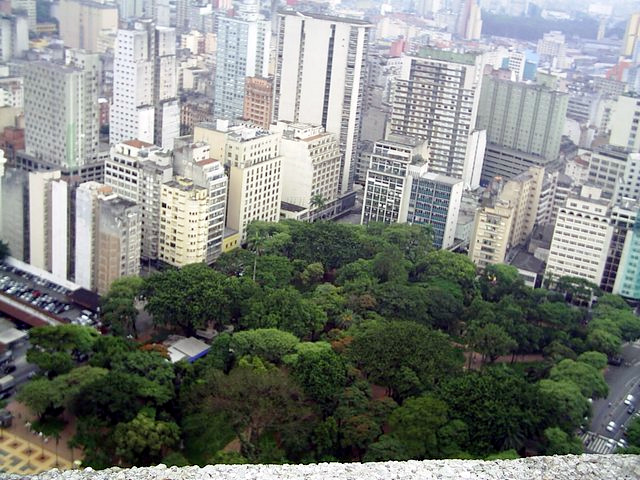
Skyline da região onde o projeto seria aplicado.

A região da Luz, localizado na região central da cidade de São Paulo, é um dos mais antigos e que deteve maior importância social nos séculos XIX e XX, em razão da grande circulação de pessoas em função dos terminais ferroviário e rodoviário nele localizado, bem como pelo comércio da região. Originalmente chamada Campo do Guaré ou Caminho do Guarepe, a região era um vasto campo pantanoso que era inundado periodicamente pelas cheias dos rios tietê e tamanduateí, majoritariamente composto de fazendas. Em 1860, com a construção da ferrovia The São Paulo Railway Company, por iniciativa do Barão de Mauá em associação com capital inglês, para o escoamento da produção cafeeira do interior para o porto de Santos, a região passou a ser valorizada e urbanizada, sendo que a administração pública realizou obras de melhoria integrando o bairro ao centro da cidade.
Antes nobre, com residências e apartamentos de luxo, comércio voltado às classes média e alta da cidade, contando com amplas ruas e cabeamento subterrâneo, com o tempo o bairro da Luz foi empobrecendo, especialmente desde a instalação da rodoviária, em 1961, que foi desativada 20 anos depois, que trouxe trânsito de ônibus e atividades comerciais destinadas ao público de passagem, afastando a os habitantes anteriores. Com o passar dos anos, e a manutenção insuficiente da antiga infraestrutura, o bairro sofreu uma degradação do seu meio ambiente urbano, e os imóveis foram sendo ocupados por moradores de menor renda, atraídos pelo preço em declínio e a boa localização. Atualmente a população é bastante heterogênea, caracterizada por uma população flutuante nos inúmeros hotéis e cortiços existentes, abrigando migrantes internos e externos.
No plano econômico, permaneceu relevante a região da Rua Santa Ifigênia, em razão do forte comércio que atrai consumidores de todas as regiões do país. Entretanto, a região passou a ser mais conhecida na cidade de São Paulo como Cracolândia em razão de suas ruas terem sido ocupadas, após a década de 90, por pessoas em situação de dependência do uso de crack.
Com a história e localização privilegiada, além da farta opção de transporte, após os anos 70, a região passou a ser alvo de algumas tentativas de revitalização, sendo que nas últimas décadas os entornos da região tem sido destino de âncoras culturais, como a criação da Sala São Paulo (1999), na praça Júlio Prestes, e o Museu da Língua Portuguesa (2006), na estação da Luz.

## Projeto

### Lançamento
O projeto foi aprovado pela Câmara Municipal e iniciado em 2005.. Os planos mencionavam a desapropriação de pelo menos 89 imóveis degradados e, eventualmente, para a construção de edifícios comerciais.
Anteriormente, o poder público havia realizado outras intervenções na região, como a criação da Sala São Paulo, na Júlio Prestes, e do Museu da Língua Portuguesa, na estação Luz, ambas também restauradas, além da restauração da Pinacoteca do Estado.
O projeto preliminar de reurbanização foi apresentado pela Prefeitura no dia 17 de dezembro de 2010, apresentando as diretrizes básicas, pelo então prefeito Gilberto Kassab e o Secretário Municipal de Desenvolvimento Urbano, Miguel Bucalem, em parceria com o consórcio formado pelas empresas Concremat Engenharia, Cia City, AECOM e Fundação Getúlio Vargas (FGV). O projeto preliminar previa a construção de um bulevar e ciclovias, além de aumento das calçadas e  arborização. A área seria subdividida em três eixos - destinados, respectivamente, a entretenimento, tecnologia e ocupação residencial. Algumas propostas foram baseadas em estruturas estrangeiras. O bulevar, semelhante a La Rambla (Barcelona)”, era uma delas. Os dados do projeto ficaram disponíveis por cerca de dois meses para consulta pública, em um posto de atendimento e em um site da Prefeitura.

### Detalhes do Projeto
Após autorizada a concessão urbanística da “Nova Luz”, pela Lei nº 14.918/2009, o projeto era de responsabilidade da Secretaria Municipal de Planejamento e do consórcio de empresas, sendo que após apresentação do projeto preliminar, foi aprofundado o debate com a sociedade através de 2 audiências públicas realizadas na Câmara Municipal, e reuniões realizadas com representantes do comércio, habitação, ZEIS, e conselhos relacionados. Segundo dados do projeto final, houve 1.957 atendimentos e 37 reuniões realizadas no Espaço Projeto Nova Luz. Houve também um mapeamento sobre quem era o morador da região antes da intervenção urbanística, e qual era o perfil que o consórcio esperava atrair após o a implementação do projeto. Desta pesquisa se depreendeu que existiam cinco tipos de moradores da região da Cracolândia: o pequeno proprietário de empresa que trabalha em casa, o comerciante de loja de eletrônicos ou de motos, o imigrante legal e o proprietário de pequenos negócios, que é morador antigo do local. A Prefeitura de São Paulo gastou mais de 12,5 milhões de reais com o Projeto Preliminar. O cadastramento dos moradores da região só começou em março de 2011. Antes mesmo de divulgado o Projeto Preliminar,  a prefeitura já havia realizado algumas melhorias na infraestrutura e na segurança (recapeamento das ruas da região, mais iluminação pública e instalação de câmeras de segurança) da área.
Houve várias discussões até o projeto final, sendo que um dos pontos que chamou a atenção nos projetos preliminares foi a previsão de demolição de imóveis novos e construções antigas em bom estado de conservação, além de estabelecimentos comerciais tradicionais da região e até quarteirões inteiros, o que gerou grande discussão.
O projeto final foi divulgado em 11 de Agosto de 2011. O plano propunha diretrizes para a recuperação da região da “Nova Luz”, e previa a revitalização da área do centro da cidade conhecida como Cracolândia, que se situa entre as avenidas Duque de Caxias, Ipiranga, Rio Branco, Cásper Líbero e a Rua Mauá, nas imediações nas imediações das estações da Luz e Júlio Prestes e de locais como a Sala São Paulo, o Centro Paula Souza, o Parque da Luz, o Largo do Arouche e a Praça da República.
Foram disponibilizados também alguns estudos sobre custo / benefício esperados pela prefeitura na realização do projeto, segundo as diretrizes do projeto, lançadas em 2010.
Tecido Social
Custo:
• Questões de segurança + percepções negativas da área
• Falta de vitalidade em muitas ruas (sobretudo à noite)
• Falta de equipamentos públicos e sociais
Benefício:
• Criação de um ambiente 24 horas
• Implantação de áreas verdes e espaços públicos de qualidade
• Novo centro comunitário: biblioteca, escola e áreas de convivência
Meio Ambiente
Custo:
• Falta de espaços públicos abertos
• Falta de áreas de lazer
• Ruas e calçadas em mau estado
• Biodiversidade quase inexiste
• Níveis inadequados de poluição sonora e do ar
• Ilha de calor
Benefício:
• 2 hectares de novas áreas verdes e praças
• Tratamento diferenciado para as ruas e calçadas
• Aumento da massa arbórea
• Estratégia microclimática para melhorar o conforto ambiental
Conexões
Custo:
• Barreiras físicas e estigmas segregam a área
• Baixa qualidade dos espaços públicos desencoraja o andar a pé
• Não há ciclovias
• Baixa população para a capacidade de atendimento do sistema metroferroviário existente
Benefício:
• Novos percursos seguros e confortáveis para os pedestres
• Melhores conexões internas à área e com seu entorno  Rede integrada de ciclovias
• Diminuição da dependência do carro
• Melhoria dos acessos ao transporte metroferroviário
Desenvolvimento Econômico
Custo:
• Falta de investimento = ambiente construído degradado
• Potencial de desenvolvimento pouco utilizado
• Poucas oportunidades para expansão do comércio existente
• Carência de comércio e serviços de âmbito local: supermercado, padaria, farmácia
Benefício:
• Preservação do patrimônio histórico e requalificação de edificações
• Atração de novos investimentos e melhoria dos espaços públicos valorizando a área
• Catalisador de investimentos privados nos bairros do entorno
O projeto final da “Nova Luz”, desenvolvido pela prefeitura e o consórcio das empresas Concremat Engenharia, Companhia City, Aecom Technology Corporation e Fundação Getúlio Vargas, previa jardins, ciclovias, ciclofaixas, melhorias no sistema de transporte, renovação do patrimônio histórico, recuperação de passeios e praças, bulevares, aumento da oferta de unidades habitacionais, comerciais e de serviços na região com a melhor acessibilidade e infraestrutura do Centro de São Paulo. De acordo com o projeto consolidado, a concessionária que vencesse a licitação para executá-lo, deveria desapropriar, comprar, demolir ou reformar por voltade 546 imóveis totalizando 23% da área construída e 54% da superfície da área a ser revitalizada. A concessionária teria ainda que construir empreendimentos imobiliários, infraestrutura urbanística e equipamentos urbanos, segundo os usos propostos no projeto. Estava prevista a construção, entre outras obras urbanísticas na região, do Promenade Cultural Rua Mauá, de um Centro Integrado, de um Centro Cultural e de Entretenimento, do Bulevar Rio Branco, do Parque de Vizinhanças Nébias, e do Passeio Rua Vitória. Além disso, o projeto previa que, ao final de sua implementação, houvesse um aumento significativo da área construída na região, bem como que a população residindo na área de “Nova Luz” dobrasse.
De acordo com o projeto, a promessa era a de que os indivíduos desapropriados seriam remanejados para áreas próximas, dentro da Nova Luz. Proprietários receberiam edifícios reformados equivalentes na região, e locatários receberiam propostas de aluguéis proporcionais à suas rendas, também no perímetro da região. Seriam construídas também 1.160 unidades habitacionais de interesse social, priorizando a população com renda entre 0 e 6 salários mínimos, e 990 unidades habitacionais de mercado popular, 0 a 25 salários mínimos. As unidades residenciais seriam vendidas pela concessionária.
O projeto se concretizaria em cinco fases, que levariam 15 anos para serem completadas, começando pelos terrenos maiores. As obras começaram já em 2012, e um estudo da Fundação Getúlio Vargas as obras de infra-estrutura custariam, inicialmente, cerca de 250 milhões de reais para a concessionária, e 350 milhões de reais para a prefeitura.

## Concessão Urbanística
A concessão urbanística é instrumento previsto no Plano Diretor Estratégico de São Paulo (Lei 16.050 de 2014), em seu artigo 144. Ele já era previsto no antigo Plano Diretor do Município (Lei 13.430 de 2002), elaborado pela então prefeita Marta Suplicy, e foi um dos pontos mais polêmicos do Projeto Nova Luz. Apesar de ter previsto tal instrumento, o antigo Plano Diretor não previa as minúcias do procedimento. A regulação só veio com a Lei de Concessão Urbanística do Município de São Paulo (Lei 14.917 de 2009), promulgada pelo então prefeito Gilberto Kassab, que propôs o Projeto Nova Luz.
A Lei da Concessão Urbanística de São Paulo prevê que a concessão urbanística é instrumento de intervenção urbana estrutural destinado à realização de obras de requalificação da infra-estrutura e reordenamento do espaço urbano,em determinada área do município, com base em projeto urbanístico específico, visando atender as diretrizes do Plano Diretor da cidade. O projeto pode prever obras relativas ao sistema viario, à estrutura fundiária, ao transporte público, à demolição ou construção de edificações, entre outras.
A concessão pode ser utilizada para elevar a qualidade do ambiente urbano, prevenir distorções e abusos no uso econômico da propriedade urbana (como, por exemplo, a especulação), recuperar áreas degradadas, estimular o adensamento de áreas que já tem de infra-estrutura e serviços, entre outras razões.
A Lei 14.917/2009 menciona que podem justificar a adoção de concessão urbanística projetos que tenham como objetivo:
“I - elevar a qualidade do ambiente urbano, por meio da preservação dos recursos naturais e da proteção do patrimônio histórico, artístico, cultural, urbanístico, arqueológico e paisagístico;
II - racionalizar o uso da infra-estrutura instalada, em particular a do sistema viário e de transportes, evitando sua sobrecarga ou ociosidade; 
III - promover e tornar mais eficientes, em termos sociais, ambientais, urbanísticos e econômicos, os investimentos dos setores público e privado;
IV - prevenir distorções e abusos no desfrute econômico da propriedade urbana e coibir o uso especulativo da terra como reserva de valor, de modo a assegurar o cumprimento da função social da propriedade;
V - permitir a participação da iniciativa privada em ações relativas ao processo de urbanização;
VI - recuperar áreas degradadas ou deterioradas visando à melhoria do meio ambiente e das condições de habitabilidade;
VII - estimular a reestruturação e requalificação urbanística para melhor aproveitamento de áreas dotadas de infra-estrutura, estimulando investimentos e revertendo o processo de esvaziamento populacional ou imobiliário;
VIII - estimular o adensamento de áreas já dotadas de serviços, infra-estrutura e equipamentos, de forma a otimizar o aproveitamento da capacidade instalada e reduzir custos;
IX - adequar a urbanização às necessidades decorrentes de novas tecnologias e modos de vida;
X - possibilitar a ocorrência de tipologias arquitetônicas diferenciadas e facilitar a reciclagem das edificações para novos usos”.
Para que ocorra, a concessão urbanística deve ser autorizada por lei específica, que estabelece parâmetros urbanísticos e que se refira a uma área contínua do município. Após a aprovação por lei, a concessão se consolida num contrato administrativo, em que o Município, por uma licitação na modalidade concorrência, delega a uma empresa ou a um consórcio de empresas, a execução de obras urbanísticas de interesse público, por conta e risco da própria empresa.
Durante as obras, pode haver a necessidade de desapropriação para realização do projeto urbanístico. Nesses casos, a prefeitura deverá declarar a utilidade pública e interesse social de imóveis que serão desapropriados, e depois disso, a empresa concessionária é quem vai promover desapropriação amigável, arcando integralmente com as indenizações e se tornando proprietária desses imóveis, de forma que possa dispor deles para implementar o projeto. Neste ponto está a polêmica do instrumento de concessão urbanística, pois ele dá margem à interpretação de que a desapropriação, instrumento legal previsto na Constituição Federal, que deve ser usado somente em casos de utilidade pública ou interesse social, pode ser utilizada para gerar lucros a uma empresa privada. Essa ideia fica reforçada porque a Lei de concessão urbana diz que a empresa concessionária tem seu investimento remunerado com a exploração áreas públicas ou de imóveis destinados a usos privados, desapropriados ou a serem construídos, que estejam na área abrangida pela intervenção urbana e estejam estipulados no contrato de concessão a partir do projeto urbanístico específico. Isto é, o interesse da empresa em arcar com o custo das obras de revitalização seria ganhar a propriedade de imóveis naquela região, inclusive os desapropriados, bem como obter autorização para explorar determinados espaços públicos. O Ministério Público chegou a questionar a constitucionalidade do projeto e das desapropriações, mas o Tribunal de Justiça de São Paulo entendeu pela regularidade e continuidade da reforma urbanística.

### Aspectos específicos do instrumento da Concessão Urbanística
Em 2001, o advogado Paulo José Villela Lomar defendeu dissertação de mestrado, sob orientação do professor Adilson Dallari, em que propunha a criação de mais um instrumento de intervenção urbanística, além dos já previstos pelo Estatuto da Cidade (lei nº 10.257/2011).
A ideia era baseada em modelo utilizado no exterior e buscava uma transformação da realidade urbana brasileira. Segundo Lomar, a Constituição Federal de 1988 criara um empecilho ao investimento de empresas privadas no ramo urbanístico brasileiro quando, em seu artigo 173, §1º, incisos II e III, condicionou a atuação de sociedades anônimas ou empresas de economia mista à realização de licitações. Justamente com o intuito de transpor este “obstáculo” trazido pela Constituição, seu trabalho de mestrado criou a concessão urbanística, caso especial de concessão de obra pública, prevista na Lei nº 8.987/95.
Lomar defendeu que, apesar de a redação da Lei nº 8.987/95 apenas se referir à concessão de serviço público, a ideia de concessão de obra pública também estaria ali incorporada, defendendo que, em verdade, o artigo 2º da lei, ao descrever a concessão de serviço público precedido de obra pública, descreve a concessão de obra pública. Segundo o autor, a lei apenas permite que se possa instituir uma concessão mediante a exploração da obra e não somente de serviços, o que deixa clara a intenção de prever a concessão de obra.
Após apresentar as razões pelas quais acredita na possibilidade de concessão de obra pública, Lomar defendeu em seu trabalho a criação da concessão urbanística. Definiu o instrumento como “(...) uma espécie de concessão de obra púbica, por meio da qual o Poder Público transfere ao agente privado a tarefa de executar operações urbanas, seja de ampliação da área urbanizada, seja de renovação da área já urbanizada, o qual será remunerado e obterá o retorno de seu investimento mediante exploração da obra, tomada em seu conjunto, por meio da venda ou aluguel de lotes de terrenos ou de edificações, conforme os termos e condições que forem fixados pelo Poder Público”.
Por meio deste entendimento, um concessionário selecionado mediante licitação poderá realizar ou contratar obras, serviços, compras e alienações sem necessidade de realização de novas licitações. Segundo Lomar, a utilidade pública justificadora da obra estaria no “novo ordenamento do bairro ou da cidade, por isso ela é dada pelo conjunto da operação urbana realizada e não apenas em áreas ou bens de domínio público de uso comum do povo ou de uso especial”

### Da previsão legal da concessão urbanística
Durante a gestão de Marta Suplicy na Prefeitura de São Paulo, entre 2001 e 2004, a instituição responsável pelo planejamento das funções urbanísticas na Prefeitura era a Secretaria Municipal de Planejamento Urbano de São Paulo (SEMPLA), liderada pelo Secretário Jorge Willheim e pelos assessores Paulo José Villela Lomar e Ivan Carlos Maglio. Lomar, utilizando-se da posição ocupada no Executivo municipal e da dissertação de mestrado recém-concluída, incluiu, entre os 41 instrumentos urbanísticos, a concessão urbana no projeto de lei do plano diretor da cidade, mediante a seguinte redação – posteriormente aprovada e transposta na Lei Municipal nº 13.430/2002 (Plano Diretor Estratégico):
“Art. 239 – O Poder Executivo fica autorizado a delegar, mediante licitação, à empresa, isoladamente, ou a conjunto de empresas, em consórcio, a realização de obras de urbanização ou de reurbanização de região da Cidade, inclusive loteamento, reloteamento, demolição, reconstrução e incorporação de conjuntos de edificações para implementação de diretrizes do Plano Diretor Estratégico.
§ 1º – A empresa concessionária obterá sua remuneração mediante exploração, por sua conta e risco, dos terrenos e edificações destinados a usos privados que resultarem da obra realizada, da renda derivada da exploração de espaços públicos, nos termos que forem fixados no respectivo edital de licitação e contrato de concessão urbanística.
§ 2º – A empresa concessionária ficará responsável pelo pagamento, por sua conta e risco, das indenizações devidas em decorrência das desapropriações e pela aquisição dos imóveis que forem necessários à realização das obras concedidas, inclusive o pagamento do preço de imóvel no exercício do direito de preempção pela Prefeitura ou o recebimento de imóveis que forem doados por seus proprietários para viabilização financeira do seu aproveitamento, nos termos do artigo 46 da Lei Federal nº 10.257, de 10 de julho de 2001, cabendo-lhe também a elaboração dos respectivos projetos básico e executivo, o gerenciamento e a execução das obras objeto da concessão urbanística.
§ 3º – A concessão urbanística a que se refere este artigo reger-se-á pelas disposições da Lei Federal nº 8.987, de 13 de fevereiro de 1995, com as modificações que lhe foram introduzidas posteriormente, e, no que couber, pelo disposto no artigo 32 da Lei Estadual nº 7.835, de 08 de maio de 1992".
Desta forma, ficou previsto no projeto “um instrumento urbanístico que autoriza, por meio de licitação, uma concessionária a executar obras de urbanização, obtendo remuneração a exploração de terrenos e edificações resultantes e destinados ao uso privado. Além disso, ela também responsabiliza a concessionaria pelo pagamento de qualquer indenização ou desapropriação necessárias para a execução de um plano urbanístico autorizado pelo Poder Público Municipal”.
A crítica de diversos urbanistas foi no sentido de que a sociedade civil em geral, ainda que incluída no debato da aprovação do Plano Diretor, projeto extremamente polêmico e amplamente discutido à época, não entendia qual era a função da concessão urbanística e, portanto, não a debatia.
Conforme Nery Jr.: “No plano diretor de 2002, não foi escolhida nenhuma área para a aplicação da concessão urbanística. Imagine um projeto que foi tão polêmico como a aprovação do plano diretor de São Paulo, com muitos atores e consumidores do espaço urbano batalhando por seus objetivos, inserir um instrumento que não atinge ninguém? Como a Sociedade Civil iria opinar sobre algo que não a atinge? Simplesmente, o instrumento foi inserido no plano diretor sem delimitar sua aplicação na cidade, esclarecendo muito pouco sobre seus objetivos, não abordando exatamente qual problema ele pretende resolver; referindo-se, inclusive, ao direito de preempção [controle de transferência de imóveis privados em que o poder público tem preferência de aquisição] que ninguém sabe exatamente como funciona aqui no Brasil. O instrumento da concessão urbanística foi aprovado sem muita visibilidade; passou pela aprovação praticamente inócuo, mesmo porque, na Câmara ninguém sabia para que ele servia.” (NERY JR., entrevista em 18 de janeiro de 2010).
Mesmo a cartilha que foi preparada à época pelo SEMPLA, para explicar de forma acessível à população as mudanças ocorridas, não trouxe qualquer menção à concessão urbanística.

### Aplicação da concessão urbanística no Projeto Nova Luz
Quando, no final de 2004, o PSDB vence o PT na disputa pela Prefeitura de São Paulo, o empresário Andrea Matarazzo, novo subprefeito da Sé na gestão José Serra, começa a sinalizar a intenção de revitalizar os espaços centrais. Para Matarazzo, “a Luz era uma mancha negra que irradiava degradação pelo entorno”.
De forma mais concreta, em 5 de setembro de 2006, o então prefeito Gilberto Kassab dá início ao projeto Nova Luz, declarando de utilidade pública para fins de desapropriação diversos imóveis no bairro Santa Ifigênia, conforme o Decreto Municipal 46.291/2005. O objetivo seria, através de incentivos fiscais, atrair empresas para o bairro e iniciar um processo de “modernização” e “revitalização”, na linha que já fora anunciado pelo subprefeito da Sé, Andrea Matarazzo.
Em junho de 2008, a Prefeitura anuncia publicamente pela primeira vez a noção de concessão urbanística, em reportagem da Folha de S.Paulo: “Para driblar a dificuldade de desapropriação dos terrenos, a prefeitura quer fazer a revitalização da área por um modelo ainda inédito no Brasil, chamado concessão urbanística.
Por ele, o Poder Público transfere a uma empresa (ou grupo) o direito de fazer as desapropriações. A prefeitura acredita que a iniciativa privada tenha mais facilidade de negociação com os proprietários de forma a agilizar o processo.
A empresa que vencer a licitação receberá da prefeitura a autorização para desapropriar toda a área. Em troca, terá de fazer as obras que serão estabelecidas no edital da licitação. A concessão urbanística precisa ser aprovada pela Câmara Municipal antes de ser implantada”
Em 2009, o prefeito Kassab encaminha à Câmara dos Vereadores o projeto de lei nº 87 de 2009, que regulamentava a concessão urbana e previa a possibilidade de sua aplicação no âmbito do Projeto Nova Luz.
Controvérsias a respeito do instrumento de concessão urbanística, tal qual prevista no projeto de lei municipal, surgiram, em contraponto às ideias de Paulo Lomar.
Kyoshi Harada defendeu que “a concessão urbanística de que cuida a propositura legislativa sob exame é fruto de uma grande confusão conceitual. Confunde-se concessão de serviço público mediante licitação, hipótese em que pode ser conferida ao concessionário, por lei específica, a faculdade de desapropriar para expansão do serviço ou para melhorar o desempenho na execução do serviço concedido, com a concessão para execução de obras urbanísticas conferindo ao “concessionário” o poder de expropriar. Em outras palavras, a desapropriação não é para melhorar o desempenho na execução do serviço público concedido, mas para executar o plano de requalificação urbana apresentada pelo Executivo municipal. Ora, esse tipo de concessionário não existe, nem pode existir juridicamente.
O que é permitido no sistema jurídico é a concessão de serviço público seguida de execução de obras, como no caso das rodovias pedagiadas a cargo de empresas particulares, vencedoras de certames licitatórios.
A reurbanização não configura serviço público, mas execução de obras, e nem pode o Município outorgar à vencedora da licitação a “concessão urbanística” atingindo a propriedade particular, incluindo a superfície, o subsolo e o espaço aéreo respectivos em profundidade e em altura úteis ao exercício do direito (art. 1.229 do CC). Não se pode pactuar sobre direitos que não lhes pertencem. Isso é elementar.”
Desta forma, em contraposição ao defendido pelo projeto da Prefeitura e em contraposição aos estudos de Lomar, especialistas passaram a expor suas ideias contrárias à concessão urbanística, questionando sua legalidade.
Apesar das críticas, as leis municipais nº 14.917 e 14.918/2009 – a primeira instituindo a concessão urbanística na cidade de São Paulo e a segunda autorizando a sua utilização pelo Projeto Nova Luz – foram publicadas no Diário Oficial do Município, entrando em vigor em 7 de maio de 2009 em meio a polêmicas, entre as quais uma suposta doação feita pela AIB (Associação Imobiliária Brasileira) aos vereadores que votaram favoravelmente ao projeto.
O artigo 1º da Lei nº 14.917/2009 assim dispõe, listando em seguida diretrizes que poderiam ensejar a intervenção mediante concessão urbanística: “Art. 1º. A concessão urbanística constitui instrumento de intervenção urbana estrutural destinado à realização de urbanização ou de reurbanização de parte do território municipal a ser objeto de requalificação da infra-estrutura urbana e de reordenamento do espaço urbano com base em projeto urbanístico específico em área de operação urbana ou área de intervenção urbana para atendimento de objetivos, diretrizes e prioridades estabelecidas na lei do plano diretor estratégico.”
O artigo 2 da lei, a seu turno, expõe que a exploração da obra deve ser realizada “nos termos do contrato de concessão, com base em prévio projeto urbanístico específico e em cumprimento de objetivos, diretrizes e prioridades da lei do plano diretor estratégico”. Durante o Projeto Nova Luz, uma das discussões foi justamente a de que a lei do plano diretor estratégico (Lei nº 13.430/02) não estava sendo respeitado.
Há uma parcela de especialistas defendendo a ideia contrária e apontando a legalidade da concessão urbanística. Karlin Olbertz entende a concessão urbanística como concessão autônoma, que não se enquadra nem em concessão de serviço público, nem de obra pública, uma vez que se destina à efetiva mudança do espaço público. Na visão dela, exatamente por esta finalidade da concessão urbanística, não há óbice à possibilidade de desapropriação em favor de particular, desde que este fique responsável pelo enquadramento do bem no planejamento urbanístico.
Diversas decisões judiciais determinaram a suspensão do projeto em razão do desrespeito ao Estatuto da Cidade, que em seu artigo 2, inciso II prevê a necessidade de participação popular.
“Art. 2o A política urbana tem por objetivo ordenar o pleno desenvolvimento das funções sociais da cidade e da propriedade urbana, mediante as seguintes diretrizes gerais:
(...)
II – gestão democrática por meio da participação da população e de associações representativas dos vários segmentos da comunidade na formulação, execução e acompanhamento de planos, programas e projetos de desenvolvimento urbano” (Lei nº 10.257/2001)
As alegações foram de que as audiências públicas realizadas a respeito do Projeto Nova Luz foram insuficientes e não conduzidas de forma satisfatória ao verdadeiro esclarecimento da questão à população que seria afetada, especialmente os moradores da região, inclusive a população de rua que lá residia.

## As diferentes opiniões sobre o Projeto
Desde o momento de sua concepção, o Projeto Nova Luz foi alvo de diversas reações, principalmente a respeito do “caráter participativo” que o Projeto teria, segundo a Prefeitura do Município de São Paulo. Sugere-se que alguns setores da população foram mais ouvidos que outros, de forma efetiva.
Em 2006, foi realizada pela Associação Viva o Centro, favorável ao projeto, mesa redonda sobre intervenções urbanas estruturais, principalmente no que concernia ao Pólo Luz-Santa Efigênia (área do Projeto Nova Luz) . Nesse evento, foram debatidos três principais pontos: as desapropriações atreladas à concessão urbanística (cuja lei ainda não havia sido editada), o patrimônio histórico, que não deveria mais constituir entrave para as transformações, e a rentabilidade dos empreendimentos imobiliários.
Para o setor imobiliário, o debate também foi proveitoso, vez que o poder público pôde ouvir as reais demandas dos empreendedores, que concerniam a investimentos prévios, campanhas de marketing, segurança, previsibilidade aos investidores, uma legislação bem desenhada. Já no Seminário São Paulo Centro XXI, nos anos 90, realizado pela AVC, identificava-se que a saída para o centro de São Paulo seria a demolição e posterior reconstrução, vez que, segundo Luccas Ribeiro do Couto , a intenção era preservar “apenas o que tem importância histórica para não criar um estorvo à modernização, uma renovação contínua assim como Nova York, ou a mancha de deterioração se espalhará perversamente pelo tecido urbano”. Assim, percebe-se que a intenção também era formar uma imagem atrativa tanto interna quanto externamente para a cidade de São Paulo.
Quando da implementação do Projeto, aliaram-se diversos setores empresariais e os veículos de comunicação passaram a investir na ideia. Em 2006, a Folha de S.Paulo publica coluna denominada “Publicitário da Cracolândia” . Na matéria, o publicitário Sergio Rinaldi, da agência Fess, que se instalara na região, afirma: “apostamos na virada”, na ideia de atração de empresas da tecnologia da comunicação para a região, tentando, de alguma maneira, “tirar proveito do marketing da ‘cracolândia’”. A Folha de S.Paulo ainda compara o Projeto Nova Luz aos bairros do Soho e Tribeca, ambos de Nova York, que passaram por revitalizações e se revigoraram o “espírito comunitário e empreendedor dos americanos”. A Fess, agência já mencionada, ainda afirma: “estamos felizes trabalhando e nos sentindo pioneiros nessa experiência”.
Já em 2009, o Projeto de Lei 01-0158/2009, que previa a concessão urbanística na área da “Nova Luz” fazia reiteradas referências ao Projeto Urbanístico enquanto base que iria nortear a intervenção na região. Esse Projeto tratar-se-ia de um estudo de objetivos, diretrizes, parâmetros de interesse públicos, estudos de viabilidade econômica, impacto de vizinhança, etc. Entretanto, o Legislativo, em 22 de abril de 2009, aprovou a lei sem conter o Projeto e os respectivos estudos. A própria lei que regulamenta a concessão no Município de São Paulo exige esses requisitos para a execução de obras pelo concessionário, mas isso não necessariamente deveria ocorrer até que o projeto de lei fosse votado. Na prática, as críticas mais duras que são feitas são sobre o fato de terem sido realizadas audiências públicas sem que tivesse sido concluída a elaboração do plano de transformações da Nova Luz, o que trazia imensa insegurança à população.
Na audiência pública de 14 de abril de 2009, Antonio Donato, vereador do PT, disse que a concessão da Nova Luz seria um “cheque em branco”, pois a lei seria votada e permitiria a intervenção pela iniciativa privada antes mesmo de saber quais seriam as intervenções em si, propriamente ditas.
Na prática, nem os vereadores, nem os comerciantes locais, nem os moradores e nem a opinião pública tinha certeza do que seria feito na Nova Luz, vez que, segundo Luccas Couto, “nenhum apontamento ou sugestão foi feita pelo Executivo sobre as discussões em audiências públicas e debates na Câmara sobre a concessão urbanística”.
Em contrapartida, o jurista Adilson Dallari, na apresentação do projeto de lei, argumentou que o projeto iria garantir os interesses do poder público e da sociedade civil, sendo que a empresa privada seria mera executante das obras:
“Quer dizer, vamos conseguir uma coisa que é muito importante: a democratização do espaço urbano, revertendo, portanto, essa tendência de segregar, de fechar, de ter uma Cidade dos ricos, uma Cidade dos pobres. O que se quer é uma área nobre, uma área qualificada, uma área de excelência, equipada com serviços públicos, equipada com transporte coletivo, exatamente para permitir o acesso de toda a população, uma área nobre, aberta ao desfrute de toda a coletividade” (Processo nº 01-87/2009, p. 52)
Outro aspecto alvo de crítica do projeto foi o fato de nem o instrumento de concessão urbanística e nem a autorização para sua aplicação na região da Nova Luz trazerem o parecer do Conselho Municipal de Política Urbana, conselho composto por 16 membros da população, 16 membros da prefeitura e 16 indicados pela administração municipal. Por isso, argumentou-se que não houve participação da sociedade civil no Projeto de Lei, além de pouco terem sido ouvidas as pessoas que residem ou desenvolvem atividades econômicas na região.
Foram diversas as manifestações contrárias ocorridas nas quatro audiências públicas: José Aguiar, representante do MNCR (Movimento Nacional dos Catadores de Materiais Recicláveis), diz que os catadores da região da Santa Efigênia estavam “sendo massacrados e perseguidos pela administração Kassab” e que o prédio em que morava e pagava um aluguel mínimo estava “às moscas”. Da mesma maneira, a Associação dos Comerciantes de Santa Efigênia, aponta que “é preciso que o projeto esteja dentro da constitucionalidade e conserve o direito de todo o cidadão”. Valter Tabaques, morador de um Condomínio na região, ressalta que “as pessoas não sabem se o prédio em que moram vai ser derrubado ou não, não recebem respostas ou qualquer informação da prefeitura” e que “parece haver um movimento de total desvalorização, fechamento de prédios e demolições, para depois serem vendidos por preços elevados”.
Em entrevista ao Portal R7, em 16 de fevereiro de 2011, o Presidente da Câmara dos Lojistas da Santa Efigênia, Joseph Hanna Fares Riachi, critica o Projeto Nova Luz:
“A lei da concessão urbanística dá o direito a uma concessionária tomar para si qualquer imóvel, pagando o que ela quiser, dando a referência do preço e obtendo, após a desapropriação, remuneração pela exploração de espaços públicos, aéreos e subterrâneos. Em outras palavras, a lei dá ao concessionário todos os poderes, inclusive concede incentivos fiscais, e nenhum poder para aqueles que moram e trabalham aqui na Santa Efigênia”.
Em matéria publicada pela Folha de S.Paulo  depois da licitação em que se definiu o Consórcio Nova Luz, denominada “Consórcio vencedor admite ser difícil o projeto Nova Luz em SP”, o então diretor-geral da Aecom, integrante do consórcio vencedor, afirmou que “se não contar com o cidadão que ali já está inserido, o projeto fracassa”. Mauro Viegas Filho aponta: “o desafio é fazer um projeto viável economicamente”.
Nessa mesma matéria, o Profº da Faculdade de Arquitetura e Urbanismo da USP Lucio Gomes Machado, narrou à Folha que as ações da Prefeitura atendiam apenas ao mercado imobiliário: “a prefeitura vem se omitindo do papel de planejamento físico-territorial da cidade e abrindo frente para o mercado imobiliário”.
Quando o Consórcio Nova Luz elaborou Estudo de Viabilidade Econômica, Mercadológica e de Situação Fundiária para o Projeto, definiu-se que o ganho bruto entre o que seria pago na desapropriação e o que seria cobrado dos novos empreendimentos da área seria, para imóveis residenciais, de R$1.275,49 a R$2.087,64 e, em imóveis comerciais, de R$4.970,77 a R$9.577,05. O Estudo de Viabilidade aponta:
“Essa valorização delimita o público que terá condições de adquirir esses imóveis. (...) Estima-se que os imóveis HIS de 37 m2 serão acessíveis para famílias com renda mensal superior a 7 salários mínimos e, no caso dos imóveis HIS de 50 m2, serão acessíveis para famílias com renda mensal superior a 10 salários mínimos. Para alojar famílias de menor poder aquisitivo nessas áreas, necessariamente haverá a necessidade de transferências, que podem vir na forma de subsídio público”.
As audiências públicas foram repletas de manifestações populares: argumenta-se  que nem o poder público e nem o consórcio eram capazes de oferecer garantias quanto ao destino dos desapropriados. As atas das audiências públicas narram protestos, fechamentos de lojas, conflitos e discussões durante as sessões , o que levou a Associação dos Comerciantes de Santa Efigênia a entrar com uma Ação Direta de Inconstitucionalidade frente ao Projeto. A apresentação final do Projeto Nova Luz, também foi alvo de manifestações 
Frente às críticas, a imprensa começou a circular matérias que refletiam posições contrárias ao Projeto. O urbanista Vitor Coelho Nisida, da FAU-USP, disse à Rede Brasil, em matéria intitulada “São Paulo não precisa da Nova Luz”:
“O único espaço democrático que existe dentro do processo da Nova Luz é o Conselho Gestor da ZEIS da Santa Ifigênia: uma conquista que tem fortalecido a luta conjunta de moradores e comerciantes, mas que, ainda assim, tem suas restrições por compreender só uma parte do projeto Nova Luz. As audiências públicas feitas pela prefeitura e pelo consórcio responsável pelo projeto são meras formalidades de caráter informativo: não trazem a possibilidade da participação efetiva.” 
Alguns urbanistas, mais preocupados com a população em situação de rua e mais engajados numa práxis social, criticaram o projeto "arrasa-quarteirão". Segundo esses críticos, o projeto seria "simplista e excludente", e "desprezaria a capacidade de nossos arquitetos, engenheiros, sociólogos e empreendedores imobiliários de enfrentar uma agenda complexa com soluções mais criativas e inovadoras".
O projeto também não faz referência ao destino dos usuários de drogas  - que vivem nas ruas da região.
O urbanista Kazuo Nakano, do Instituto Pólis, resume: "É importante que esse projeto urbano evite a 'espetacularização' da cidade, voltada somente para a viabilização de negócios imobiliários." 
Argumenta-se que o planejamento e processo decisório acerca das cidades passaram a ser concebidas enquanto empresas, havendo uma participação de diversos agentes (governo, instituições, associações empresariais, parcerias público-privadas, etc), de maneira que sejam produzidos atributos e insumos específicos que, por sua vez, caracterizam um processo de “venda das cidades” . Esse processo, segundo defensores , tem o objetivo de inserir a cidade de São Paulo numa rede transnacional de nichos de desenvolvimento que criam uma verdadeira fronteira urbana. Por outro lado, os defensores do projeto consideram que ele satisfaz os interesses da população e, principalmente, do setor imobiliário, que teria grande responsabilidade na valorização do solo da região da Luz.
Dessa forma, colocaram-se em disputa concepções acerca do “novo modelo de cidade desenvolvida”, principalmente quanto ao público-alvo desse projeto. Expressões como “criação de uma imagem moderna”, “visibilidade internacional” e “construção de espaço público limpo” podem assumir diferentes significados partindo desses variados pilares críticos.
Logo, os críticos ao projeto afirmavam que essa inserção do ambiente construído histórico na dinâmica atual das cidades não era neutra: o Estado, ampliando suas prerrogativas, de alguma maneira assumiria a “articulação dos negócios entre o poder público e os capitais privados” .
Por outro lado, o presidente do Banco Central do Brasil, Henrique Meirelles, também presidente da ONG Viva o Centro, afirma que o projeto Nova Luz é "um passo adiante" por parte da prefeitura e, talvez, a obra mais importante da capital paulista.. Em editorial denominado “O centro como protagonista” , Meirelles afirma que os mecanismos de atração dos capitais privados e os investimentos públicos beneficiariam a metrópole como um todo. Para ele, “o Centro (...) deve ser protagonista da promoção da cidade para que ela seja capaz de atrair eventos internacionais, empresas, turistas e centros de pesquisa, contribuindo assim para o desenvolvimento econômico de toda a metrópole”.
Em que pese todas as expectativas que giraram em torno do Projeto Nova Luz, as profundas transformações esperadas para a região não foram concretizadas: houve um aparente desinteresse do capital privado no Projeto. O Grupo de Pesquisa sobre a região da Nova Luz da FAU-USP reportou à imprensa, em matéria intitulada “O Projeto Nova Luz não convenceu o capital privado” , em 2012, que no último ano da gestão Kassab, pouco conseguiria ser feito.
O que concretamente havia se realizado eram as demolições na região, que foram responsáveis pela criação do que se chamou de “Nova Cracolândia”, visto que, a partir da intervenção da Polícia Militar na região, os usuários se espalharam para além do perímetro da Nova Luz. Para Jorge Bassani, o capital privado não se convenceu da valorização da região, preocupado com as características sociais e também geográficas da Nova Luz. Além disso, as empresas vencedoras do Consórcio tentavam com dificuldade atrair investimentos para as obras.

## A judicialização da Nova Luz e a suspensão do Projeto
Com o projeto mais próximo a tomar forma, vários moradores e comerciantes do bairro da Santa Ifigênia, sentindo-se ameaçados pelas desapropriações, mobilizaram-se contra o Nova Luz, iniciando uma verdadeira batalha jurídica.
Em 25 de abril de 2011, a Justiça suspendeu o processo Nova Luz, acatando uma ação direta de inconstitucionalidade (referente ao modelo de concessão urbanística) impetrada pela Associação de Comerciantes da Santa Ifigênia (ACSI). O projeto foi liberado em agosto de 2011.
Em 26 de janeiro de 2012, o projeto foi novamente suspenso. O argumento foi que a decisão política de aplicar no projeto Nova Luz o instrumento da concessão urbanística não contou com a participação da comunidade atingida pela intervenção urbanística em tela, afirmou o magistrado, conforme previsto pela Lei Federal 10.257/2011, que fixa diretrizes gerais da política urbana pela Administração Pública. Além disso, a justificativa para a aplicação da concessão urbanística nas áreas do projeto Nova Luz - a economia de gastos públicos, se revelou falsa, pois um estudo da FGV sinalizara que o projeto só se concretizaria com investimentos públicos em torno de R$ 600 milhões, fora os já realizados com instrumentos de incentivos fiscais. No entanto, em 24 de fevereiro de 2012, a Justiça liberou novamente o projeto.
Além da Ação Direta de Inconstitucionalidade proposta pela Associação dos Comerciantes da Santa Efigênia, a judicialização do Projeto Nova Luz que surtiu maior efeito foi uma Ação Civil Pública proposta pela Defensoria Pública. Basicamente, a Defensoria Pública alegou a falta de participação popular durante as discussões do Conselho Gestor das Zonas Especiais de Interesse Social. Dessa forma, as principais teses propostas ao Judiciário eram a do atraso na formação de conselhos populares, bem como da limitação de introdução de propostas dos moradores no Projeto Nova Luz.
Diante disso, em 6 de junho de 2012, a 6ª Vara da Fazenda Pública de São Paulo decidiu suspender o Projeto e determinar que várias etapas fossem refeitos, sob o argumento de que o Plano Urbanístico da Zona Especial de Interesse Social (ZEIS) da Santa Ifigênia fora aprovado sem expressiva participação popular:
“Não apenas nesta ata, mas também da leitura da ata da reunião 07/03/2012, verifica-se que a participação popular foi apenas deferida para se autorizar que os representantes populares falassem, mas suas ponderações foram todas indeferidas, formando-se um verdadeiro muro diante das suas reivindicações. Os esclarecimentos foram dados de forma genérica, passando-se na reunião seguinte à votação, numa reunião em que, segundo consta na ata (fls. 365/367), o número de lugares para o público foi bem reduzido em relação a reuniões anteriores, e com limitações de filmagem.”
Mesmo assim, a liminar foi revogada no dia 26 de junho de 2012, em virtude de julgamento de recurso proposto pela Prefeitura de São Paulo. Finalmente, em janeiro de 2013, determinou-se que a última reunião do Conselho de ZEIS, que aprovou o plano de reurbanização da zona de interesse social integrante do território do Projeto Nova Luz, deveria ser refeita, sob pena de invalidação do processo . A decisão afirma que:
“A situação atual é de constante desrespeito da prefeitura municipal para com a exigência constitucional e infraconstitucional de necessidade de participação popular nos processos deliberativos relativos às políticas públicas de habitação” .
Por fim, ao assumir a Prefeitura de São Paulo em 2013, Fernando Haddad, no dia 24/01, cancelou o Projeto Nova Luz. Em nota, a Prefeitura alegou que:
“O prefeito Fernando Haddad recebeu em audiência, no dia 22 de janeiro, os representantes do Consórcio Aecom/Nova Luz, que fizeram uma exposição do projeto contratado pela gestão anterior para a região da Nova Luz. Do ponto de vista econômico-financeiro, a proposta, como foi originalmente concebida, na forma de concessão urbanística, se mostrou tecnicamente inviável. A recomendação do próprio grupo é que a proposta seja analisada na forma de PPP (parceria público-privada)
(...) O plano urbanístico elaborado tem méritos e, portanto, a Prefeitura estudará seu aproveitamento dentro da lógica das PPPs, o que permite a execução de forma segmentada no espaço para o qual foi projetado.
(...) A Administração pretende trabalhar pela requalificação dessa região com base nas parcerias público-privadas, conforme foi exemplificado no anúncio recente da licitação para a construção de 16 mil moradias de interesse social no centro da cidade, com aporte financeiro da Prefeitura, Governo do Estado e Governo Federal (Minha Casa Minha Vida)”.'
	Ou seja, considerou-se que o modelo jurídico do Projeto Nova Luz não mais era adequado. Havia previsões de que o custo estimado poderia chegar a até 4 bilhões de reais, entre desapropriações e obras de prédios e áreas públicas, sendo que a prefeitura teria que arcar com até 2 bilhões de reais . O prefeito Fernando Haddad demonstrou seu interesse em firmar parcerias com o setor privado, o governo do estado e o governo federal, para futuros planos de revitalização da região.
Sugeriu-se um modelo Parceria Público-Privada (PPP), previsto na Lei 11.079/04, em que as empresas poderiam apresentar propostas alternativas de construção de edifícios cujo uso poderia ser misto: comércios nos andares baixos e moradias populares nos demais. Tal decisão se daria de maneira vinculada ao Programa do Governo Federal Minha Casa, Minha Vida.
Haddad é contra o modelo de concessão adotado no Projeto Nova Luz. Entretanto, o prefeito afirmou que o projeto urbanístico tem méritos e que suas diretrizes podem ser mantidas para futuras intervenções na região.
Mesmo assim, a nota aponta a inviabilidade financeira do Projeto, mesmo sem apresentar números ou estudos que sustentem essa argumentação. Pontos polêmicos, quanto à possibilidade de auferir lucro do Projeto, da gentrificação do espaço urbano, da relação entre Município e mercado imobiliário, foram pouco abordados.

## O projeto atualmente
Em 24 de janeiro de 2013, cumprindo promessa de campanha eleitoral, o fim do Projeto Nova Luz foi anunciado pelo novo prefeito de São Paulo, Fernando Haddad.  
Em fevereiro do mesmo ano, foi anunciada a chamada PPP da Habitação. Trata-se de parceria entre o governo estadual de São Paulo, o governo municipal, a União e a iniciativa privada para “promover a revitalização da região central”. Através do projeto, Haddad e Geraldo Alckmin anunciaram a construção de mais de 20 mil unidades habitacionais destinada às famílias de trabalhadores da região central com renda de até cinco pisos salariais do Estado (R$ 755). O processo licitatório para a construção foi iniciado em 28 de fevereiro de 2013, na sede da Secretaria de Cultura Estadual, e convocou a iniciativa privada para a primeira PPP (Parceria Público-Privada) na área de habitação de interesse social do país. 
À época do anúncio do projeto, foi projetado que os investimentos nos empreendimentos seriam de R$ 4,6 bilhões, sendo que a Prefeitura iria investir R$ 404 milhões, uma média de R$ 20 mil por unidade habitacional. A iniciativa privada ficará com o encargo de R$ 2,6 bilhões e a contrapartida do Governo do Estado de São Paulo, a fundo perdido, será de R$ 1,6 bilhão, em parceria subsidiada pelo programa “Minha Casa Minha Vida”, da União.  O projeto previa a construção de empreendimentos nos distritos da Sé e República, e nos bairros do entorno do Brás, Bela Vista, Belém, Bom Retiro, Cambuci, Liberdade, Mooca, Pari e Santa Cecília.
Os beneficiários deveriam ser trabalhadores do centro da Capital Paulista, que não possuem imóveis em seu nome. Do total de 20.221, 12.508 unidades habitacionais serão destinadas à população com renda de até R$ 3.775 (cinco pisos salariais estaduais). As outras 7.713 unidades serão para trabalhadores com renda entre R$ 3.775 e R$ 10.848. Duas mil unidades devem ser destinadas a entidades pró-moradia, habilitadas pela Secretaria de Estado da Habitação. 
Cotado como o maior investimento concentrado em habitação na capital nos últimos 30 anos, o conjunto de empreendimentos resultantes dessa PPP também é o maior em unidades habitacionais em todo o país. Sua estratégia de ação será a utilização de imóveis subutilizados nos bairros e nas áreas contíguas às linhas férreas, corredores de transporte e grandes avenidas centrais. A maioria dos empreendimentos deve ser viabilizada em áreas de ZEIS (Zonas Especiais de Interesse Social), definidas pelo Plano Diretor da Cidade, elaborado em 2002, ainda inexploradas tanto pela iniciativa privada quanto pelo poder público.
Parcela considerável da sociedade civil não deixou de tecer críticas ao projeto, considerado extremamente similar ao Projeto Nova Luz, mesmo após a sinalização inicial do prefeito do PT em sentido contrário ao investimento privado em obras públicas:
“O decreto de desapropriação da PPP de Habitação, lançado pelo governo do estado sem que a população afetada fosse avisada antes ou depois da divulgação do documento, repetiu a falta de transparência do então vice-prefeito Gilberto Kassab quando ele lançou o decreto de desapropriação 46.291, em 2005, para executar o Nova Luz. (...)
Outra semelhança evidente é o uso, como instrumento de viabilização do projeto, da transferência do poder de desapropriação do Estado ao setor privado.
(...)
Falta de participação pública, como obriga o Estatuto da Cidade, não constituição do Conselho Gestor de Zeis, como determina o PDE de 2002, e questionamento na Justiça por conta dessas violações legais também são semelhanças entre o Nova Luz e a PPP de Habitação no Centro. Até o discurso da revitalização, do progresso, do combate à pobreza e à “cracolândia” é mote de convencimento da população tanto de um quanto de outro projeto.
A principal diferença entre o Nova Luz e a PPP está na abrangência. Enquanto no Nova Luz seriam desapropriados 45 quarteirões contíguos nas regiões da Luz e Santa Ifigênia, na PPP de Habitação seriam desapropriados – até a revogação do decreto – mais de 950 imóveis e terrenos espalhados por pelo menos 12 bairros: Sé, Liberdade, Cambuci, Brás, Bela Vista, Mooca, Santa Cecília, Bom Retiro, Pari, Belém, Barra Funda e República. Em termos de impactos sociais, econômicos e estruturais, a PPP superaria de longe o Nova Luz.”
O processo de abertura da licitação foi paralisado em agosto de 2013 por uma Ação Civil Pública emitida pelo promotor Maurício Ribeiro Lopes, que alegou a falta de participação popular e a não formação dos Conselhos Gestores de ZEIS. Após a revogação da liminar, dois meses depois, o projeto foi retomado e, logo em seguida, paralisado pelo próprio Governo do Estado, que anulou o decreto sob a justificativa da tramitação na Câmara Municipal do PL da revisão do Plano Diretor, que alteraria as condicionantes das desapropriações de utilidade pública.
Com a revogação do decreto de desapropriação, o edital previsto para ser lançado em novembro de 2013 foi suspenso. O novo Plano Diretor foi aprovado sem que o Governo do Estado tenha se manifestado sobre as interferências do texto no edital da PPP.
Contudo, em junho de 2015, o prefeito Fernando Haddad sancionou a Lei nº 16.006, que permite aporte municipal para o Programa Minha Casa Minha Vida para ser utilizado juntamente com os recursos do programa Casa Paulista. Na sequência, a Secretaria Municipal de Habitação convocou o Conselho Municipal de Habitação para a criação de um Grupo de Trabalho para debater ‘Demandas/Critérios Municipais para o Programa Minha Casa Minha Vida – MCMV – e de Acompanhamento do Programa Casa Paulista’.
Conforme divulgado pelo jornal O Estado de São Paulo, no início de 2015 a iniciativa do PPP da Habitação havia atingido apenas 26% das moradias do centro de São Paulo. Dividido em quatro lotes, o edital lançado em setembro de 2014 pelo governo do Estado, em parceria com a Prefeitura, foi homologado no dia 18 de fevereiro de 2015 com um só vencedor, responsável pela construção de 3.683 das 14.124 unidades planejadas para a região. Por R$ 82,5 milhões ao ano, a construtora Canopus Holding SA assumiu os empreendimentos propostos para a Barra Funda, no perímetro entre as Avenidas Rudge, Pacaembu e Marquês de São Vicente. De acordo com o edital feito pela Secretaria Estadual da Habitação, a empresa terá de erguer 2.260 unidades de habitação de interesse social (HIS) e outras 1.423 unidades de habitação de mercado popular (HMP).

### As diferenças entre PPP e concessão
A PPP (parceria público-privada) e a concessão são dois instrumentos diferentes utilizáveis pelo Estado para contratar com um particular.
As PPP foram previstas pela Lei nº 11.079/04, alterada pela Lei nº 11.409/11 e pela Medida Provisória nº 575, de 2012, que se converteu na Lei nº 12.766, de 2012. Em linhas gerais, as PPPs visam permitir que o setor público, carente de recursos e/ou especialização técnica contrate entes privados para realização de atividades originariamente sob a alçada do Estado.
O artigo 2º da Lei nº 11.079/04 esclarece que as PPPs serão realizadas através de contratos administrativos de concessão, nas modalidades patrocinada ou administrativa.
Pelo § 1 º, "concessão patrocinada é a concessão de serviços públicos ou de obras públicas de que trata a Lei nº 8.987/96, quando envolver, adicionalmente à tarifa cobrada dos usuários, contraprestação pecuniária do parceiro público ao parceiro privado".
E, pelo § 2º, "concessão administrativa é o contrato de prestação de serviços de que a Administração Pública seja a usuária direta ou indireta, ainda que envolva execução de obra ou fornecimento e instalação de bens".
As concessões, por sua vez, são regidas pela Lei nº 8.987/96, que elenca a concessão de serviço público, concessão de serviço público precedida da execução de obra pública e a permissão de serviço público.
Nas palavras de Maria Sylvia Zanella di Pietro: "Concessão de serviço público é o contrato administrativo pelo qual a Administração Pública delega a outrem a execução de um serviço público, para que o execute em seu próprio nome, por sua conta e risco, assegurando-lhe a remuneração mediante tarifa paga pelo usuário ou outra forma de remuneração decorrente da exploração do serviço. Esse é o conceito aplicável às concessões disciplinadas pela Lei nº 8.987 e que poderá ser alterado em relação às parcerias público-privadas, porque, nesse caso, a remuneração por tarifa tende a deixar de ser a forma principal ou única de remuneração das empresas concessionárias."
Ambos os institutos constituem contratos administrativos entre o Estado e um particular, mais especificamente contratos de concessão em sentido amplo. Apesar disso, algumas diferenças fundamentais, como já sinalizado no trecho da obra de Di Pietro, afastam os dois institutos: enquanto nas concessões comuns, a contraprestação é obtida pelo concessionário contratado (ente privado) sempre e unicamente junto aos usuários do serviço, nas PPPs cabe ao parceiro público remunerar o particular contratado parcial ou integralmente.
Maria Sylvia Zanella di Pietro assim resumiu o conceito das parceiras público-privadas: "Para englobar as duas modalidades em um conceito único, pode-se dizer que a parceria público-privada é o contrato administrativo de concessão que tem por objeto (a) a execução de serviço público, precedida ou não de obra pública, remunerada mediante tarifa paga pelo usuário e contraprestação pecuniária do parceiro público, ou (b) a prestação de serviço de que a Administração Pública seja a usuária direta ou indireta, com ou sem execução de obra e fornecimento e instalação de bens, mediante contraprestação do parceiro público."
De forma resumida, as PPPs destinam-se àqueles serviços e/ou obras públicas cuja exploração pelo contratado ou não é suficiente para remunerá-lo (ex.: ampliação e administração de rodovias ou ferrovias de baixo movimento) ou nem mesmo envolve contraprestação por seus usuários (ex.: construção e gerenciamento de presídios ou hospitais públicos). Assim, além de se referirem a casos em que se requerem investimentos e/ou especialidade além das possibilidades do Estado, as PPPs têm um componente a mais, representado pela incapacidade de o empreendimento, por si só, pagar o investidor privado.